# Саліфу Сума
Саліфу Сума (фр. Salifou Soumah; нар. 3 жовтня 2003) — гвінейський футболіст, що виступає на позиції вінгера за азербайджанський клуб «Зіра» та молодіжну збірну Гвінеї (U-23).

## Клубна кар'єра
Розпочав займатись футболом на батьківщині в кількох місцевих школах, а на дорослому рівні дебютував у клубі «Калум», виступаючи у Національному чемпіонаті Гвінеї.
На початку 2022 року Сума перебрався у турецький «Кайсеріспор», але не підписував професійного контракту з клубом і не провів жодної офіційної гри за першу команду. Оскільки контракт не вважався професійним за регламентом Турецької федерації футболу, ТФФ не зареєструвала його як професіонала й не видала Міжнародний трансферний сертифікат (ITC) для подальшої реєстрації в інші асоціації. Через це, коли він влітку 2022 року підписав трирічний контракт із французькою «Бастією», Французька федерація відмовилася реєструвати його у клубі. За правилами Ліги 2, клуби без акредитованої академії, яким є «Бастія», можуть заявляти в основу не більше п'яти футболістів до 20 років за умови, що вони раніше вже мали контракт з клубом, який такий центр має. Зіткнувшись із цією ситуацією, клуб досліджував усі можливі шляхи збереження свого гравця, в тому числі просивши виняток у федерації та вмовляючи гравця залишитись у команді до 1 січня, дати, коли клуб міг би безперешкодно його заявити, але гравець відмовився лишатись у команді.
В результаті гвінеєць перейшов у «Гавр», що також виступав у Лізі 2, але через наявність власної академії міг вільно дозаявити африканця. Сума дебютував за нову команду 29 жовтня 2022 року, вийшовши на заміну у матчі Кубка Франції проти «Аленсона» (3:3), де забив гол на 94-та хвилині, перевівши гру у серію пенальті, яку команда Суми програла. А вже за два дні, 31 жовтня, «Гавр» офіційно анонсував підписання трирічного професійного контракту із 19-річним гвінейцем. Надалі він зіграв лише один матч у чемпіонаті за клуб, і здебільшого виступав за резервну команду в Національному чемпіонаті 3.
2 серпня 2023 року перейшов до азербайджанського клубу «Зіра». У своєму першому сезоні 2023/24 зіграв 35 матчів у Прем'єр-лізі, забив 5 голів і віддав 2 результативні передачі, а у другому сезоні став лідером команди, відзначившись 11 голами та 6 асистами в 30 матчах чемпіонату, чим допоміг своїй команді посісти друге місце в турнірній таблиці.

## Міжнародна кар'єра
У 2023 році викликався до молодіжної збірної Гвінеї (U-23) для участі у Кубку африканських націй U-23, що проходив з 24 червня по 8 липня у Марокко. Дебютував на турнірі у стартовому матчі групового етапу проти Марокко (1:2), а свій єдиний гол забив у другому поєдинку групи проти Конго (3:1). Загалом провів на цьому змаганні усі 5 матчів та забив 1 гол, посівши з командою 4 місце. 